# Emmanuel Agbadou
Emmanuel Elysee Djedje Agbadou Badobre (Abidjan, 17 juni 1997) is een Ivoriaans voetballer die sinds januari 2025 uitkomt voor Wolverhampton Wanderers.

## Clubcarrière
Agbadou werd in het seizoen 2019/20 door FC San Pédro uitgeleend aan de Tunesische eersteklasser US Monastir. Op 1 september 2020 kondigde de Belgische eersteklasser KAS Eupen zijn komst aan. Ondanks de concurrentie van Jordi Amat, Benoît Poulain, Jonathan Heris en Menno Koch speelde hij in zijn debuutseizoen 23 competitiewedstrijden, weliswaar enkele als verdedigende middenvelder.
In augustus 2021 verlengde Agbadou zijn contract bij Eupen tot medio 2025. In de winter van 2022 toonden KAA Gent, OGC Nice en Watford FC interesse in hem.

## Interlandcarrière
Agbadou maakte op 8 oktober 2021 zijn interlanddebuut voor Ivoorkust: in de WK-kwalificatiewedstrijd tegen Malawi (0-3-winst) liet bondscoach Patrice Beaumelle hem in de blessuretijd invallen voor Serge Aurier.
1 Sá ·
2 Doherty ·
3 Aït-Nouri ·
4 Bueno ·
6 Traoré ·
6 André ·
8 J. Gomes ·
9 Strand Larsen ·
11 Hwang ·
12 Cunha ·
14 Mosquera ·
15 Dawson ·
18 Kalajdžić ·
19 R. Gomes ·
20 Doyle ·
21 Sarabia ·
22 Semedo ·
24 T. Gomes ·
25 Bentley ·
27 Bellegarde ·
29 Guedes ·
30 González ·
31 Johnstone ·
33 Meupiyou ·
34 Djiga ·
37 Lima ·
39 Cundle ·
40 King ·
Coach: Pereira